# Zygmunt Muchniewski
Zygmunt Muchniewski (ur. 30 lipca 1896, zm. 5 stycznia 1979 w Londynie) – polski polityk, premier rządu RP na uchodźstwie w latach 1970–1972.

## Życiorys
W dwudziestoleciu międzywojennym służył w wywiadzie Korpusu Ochrony Pogranicza, następnie był radcą wojewódzkim w Brześciu nad Bugiem, w latach 1932–1938 starostą w Tczewie, a do wybuchu II wojny światowej naczelnikiem wydziału społeczno-politycznego Urzędu Wojewódzkiego w Krakowie.
Po wybuchu II wojny światowej znalazł się we Francji, gdzie walczył w szeregach Wojska Polskiego, a po kapitulacji tego kraju w ruchu oporu. Od 1948 mieszkał w Wielkiej Brytanii. Angażował się w życie polityczne emigracji, jako członek emigracyjnego Stronnictwa Pracy. 11 listopada 1958 został powołany na podsekretarza stanu w Prezydium Rady Ministrów w drugim rządzie Antoniego Pająka. W praktyce kierował Ministerstwem Wyznań Religijnych, Kultury i Oświaty w miejsce chorego Stanisława Dołęgi-Modrzewskiego i następnie, aż do powołania kolejnego kierownika ministerstwa w dniu 8 września 1959. Od 8 września 1959 był ministrem zagadnień polskiej emigracji politycznej w tym rządzie, a od 4 stycznia 1961 równocześnie ponownie kierował ministerstwem wyznań religijnych, oświaty i kultury. Ministrem zagadnień polskiej emigracji politycznej był także w trzecim rządzie Antoniego Pająka (1963–1965) oraz w rządzie Aleksandra Zawiszy. Od 16 lipca 1970 do 14 lipca 1972 był premierem Rządu RP na uchodźstwie, dążył do zjednoczenia ośrodków władzy polskiej emigracji.
Był członkiem I (1954–1957), II (1958–1963), III (1963–1968) i IV Rady Rzeczypospolitej Polskiej, a także V (1973–1977) i VI (od 1978 do śmierci w 1979) Rady Narodowej RP.
Odznaczony Wielką Wstęgą (1972) i Krzyżem Komandorskim z Gwiazdą (1970) Orderu Odrodzenia Polski.